# 圣母升天圣殿 (纳沙泰尔)
圣母升天圣殿（法语：Basilique Notre-Dame de l’Assomption；德语：Basilika Mariä Himmelfahrt）, 又名红教堂，是一座罗马天主教宗座圣殿，位于瑞士纳沙泰尔州纳沙泰尔市，属于天主教洛桑、日内瓦暨弗里堡教区。这座新哥特式教堂由纪劳姆·里特设计，于1906年3月25日祝圣。 1984年至2000年之间大修，1986年被确认为国家古迹。2007年，教宗本笃十六世将其升格为宗座圣殿.。
该建筑用人造石建造，现场制作，以获得阿尔萨斯砂岩的红色外观。内部有三个走道，还有代表苦路十四站的14幅大型画作，以及一个大型玫瑰窗。拱形屋顶还设计成上万颗星星的夜空。1937年，建筑师费尔南德·杜马斯·德·罗蒙特（Fernand Dumas de Romont）创作了一个新的正祭台，其中心部分由马塞尔·费伊拉特（Marcel Feuillat）设计。1933年，三口大钟，名为玛利亚-若瑟、信仰和慈善，取代了1912年的三口小钟。
该堂除了满足62，000名纳沙泰尔天主教徒的精神需求外，还是纳沙泰尔州最重要的朝圣教堂。